# Trogon krasnodzioby
Trogon krasnodzioby (Trogon massena) – gatunek średniej wielkości ptaka z rodziny trogonów (Trogonidae). Typowy trogon dla Ameryki Centralnej; występuje też w północno-zachodniej Ameryce Południowej. Opisany po raz pierwszy w 1838. Jest gatunkiem najmniejszej troski.

## Systematyka
Gatunek ten po raz pierwszy zgodnie z zasadami nazewnictwa binominalnego opisał John Gould pod nazwą Trogon massena. Opis ukazał się w 1838 roku w 3. tomie A monograph of the Trogonidae, or family of trogons. Jako miejsce typowe autor wskazał Meksyk. Obecnie wyróżnia się trzy podgatunki: 
- T. m. massena Gould, 1838 – trogon krasnodzioby[4]
- T. m. hoffmanni (Cabanis & Heine, 1863)
- T. m. australis (Chapman, 1915) – trogon kolumbijski[4][7]

Podgatunek australis dawniej bywał niekiedy podnoszony do rangi gatunku, sugerowano też, że może on być podgatunkiem trogona czarnosternego (T. melanurus).

### Etymologia
- Trogon: gr. τρωγων trōgōn „owocożerny, gryzący”, od τρωγω trōgō „gryźć”[10].
- massena: od nazwiska księcia François Victora Massény (1799–1863) – francuskiego ornitologa i kolekcjonera[11].

## Morfologia
Średniej wielkości ptak o długości ciała 30–33 cm i masie ciała: samce 142–160,7 g, samice 141,3–155,6 g. Występuje dymorfizm płciowy. Samce mają jasne złotobrązowe tęczówki, wokół oka naga, matowoczerwona, łososiowa, pomarańczowa lub różowo-pomarańczowa skóra, dziób silny, pomarańczowoczerwony. Twarz i gardło czarniawe. Korona, kark, górne części ciała i górna część piersi zielone. Dolna część ciała: brzuch, boki i pokrywy podogonowe czerwone. Pokrywy skrzydłowe biało-czarne, marmurkowe. Górne sterówki zielone z czarniawymi końcówkami. Dolne sterówki łupkowate. 
Samice mają pomarańczowobrązowe tęczówki, wokół oka naga, matowoczerwona, łososiowa, pomarańczowa lub pomarańczowobrązowa skóra, dziób matowy pomarańczowoczerwony, górna szczęka w większości ciemnoszara. Korona, kark, górne części ciała i pierś ciemnoszare. Dolna część ciała, brzuch, boki i pokrywy podogonowe czerwone. Pokrywy skrzydeł czarniawo-łupkowe z niewyraźnymi szarawobiałymi plamkami. Krawędzie lotek pierwszego rzędu z białawymi krawędziami. Sterówki łupkowe. Podgatunek T. m. hoffmanni nieco mniejszy od podgatunku nominatywnego. T. m. australis jest nieco mniejszy i ma górne powierzchnie sterówek niebieskawozielone (samce) i ciemnoszare (samice).

## Zasięg występowania
Trogon krasnodzioby jest gatunkiem osiadłym. Jego zasięg występowania według szacunków organizacji BirdLife International obejmuje 1,8 mln km². Poszczególne podgatunki występują:
- T. m. massena – południowo-wschodni Meksyk (na wschód od stanu Veracruz), Belize, północna Gwatemala, północny Honduras i stoki gór w południowej Nikaragui.
- T. m. hoffmanni – Kostaryka (oprócz suchych obszarów północno-zachodniej części kraju), Panama, skrajnie północno-zachodnia Kolumbia,
- T. m. australis – zachodnia Kolumbia i północno-zachodni Ekwador[12].

## Ekologia
Głównym habitatem trogona krasnodziobego są nizinne wiecznie zielone lasy tropikalne i wysokie lasy wtórne. Występuje czasami także w lasach łęgowych, namorzynach i na plantacjach kawy. Występuje na nizinach w Meksyku i północnej Ameryce Centralnej do 600 m n.p.m., ale lokalnie w Kostaryce do 1200 m n.p.m., do 1400 m n.p.m. w Panamie i do 1100 m n.p.m. w Kolumbii. Główną składową diety tego gatunku są owoce i stawonogi. Najczęściej zjadanymi owocami są: muszkatołowcowate (gatunki z rodzaju Virola), owoce Didymopanax morototoni, owoce rodzajów Coussarea, Hamelia i Guatteria. Zjadają także gąsienice, duże owady i prawdopodobnie niewielkie jaszczurki. Z obserwacji wynika, że w zdecydowanej większości przypadków żeruje pojedynczo lub w parach w środkowych i górnych partiach lasu. Długość pokolenia jest określana na 7,3 roku.

### Rozmnażanie
Sezon lęgowy w zależności od regionu zamieszkiwania trwa: od maja do czerwca w Meksyku, od marca do czerwca w Belize i Kostaryce, oraz od lutego do lipca w Panamie. Gniazda tego gatunku są umieszczone w dziuplach wykutych w przegniłych pniach drzew lub w dużych drzewach na wysokości 2,6–5,6 m nad ziemią oraz w termitierach. Oba ptaki z pary zajmują się kuciem. Gniazdo składa się z zaokrąglonej komory, do której prowadzi krótki, skierowany ku górze korytarz. Rozmiary komory wynoszą około 21 cm wysokości i 16 szerokości, prowadzący do niej korytarz ma około 13 cm długości i 9 cm średnicy. W lęgu 2–3 jaja o kolorze od białego do bladoniebieskobiałego. Masa jaj 14,1–15,8 g, wymiary jaj około 36×28 mm.

## Status
W Czerwonej księdze gatunków zagrożonych IUCN trogon krasnodzioby jest klasyfikowany jako gatunek najmniejszej troski (LC – Least Concern). Liczebność populacji jest szacowana na 20–50 tys. dorosłych osobników. Ze względu na brak dowodów na spadki liczebności bądź istotne zagrożenia dla gatunku BirdLife International ocenia trend liczebności populacji jako stabilny.